# Разделённая церковь в Кройцбихле
Разделённая церковь в Кройцбихле (нем. Geteilte Kirche am Kreuzbichl, также церковь Кройцбихль — нем. Kreuzbichlkapelle) — католическая церковь недалеко от Гмюнд-ин-Кернтена в Каринтийском Оберкарнтене, через которую проходит оживленная дорога. На одной стороне улицы находится алтарь, а на другой стороне улицы — двухэтажная галерея, где посетители церкви могут посидеть и послушать проповедь из алтаря. Такая архитектура является уникальной в мире. Здание является памятником архитектуры.

## История
История церкви, вероятно, восходит к поклонному кресту под названием «Кройц-ам-Бихль» (нем. Kreuz am Bichl; Bichl, Bühel — «небольшой холм») XV века, которая в 1588 году стала часовней, которая получила название церковь Кройцбихль.
Комната верующих, вероятно, была построена позже, чтобы обеспечить защиту путников во время богослужений перед часовней. Церковь, вероятно, также была отремонтирована и снабжена латинской надписью, которая в переводе гласит «Кровью Его мы оправдались» и на которой красными буквами обозначен 1784 год.
Дальнейшие предположения о причине расширения заключаются в том, что церковь также служила крестом бедного грешника перед местом казни Гмюнда — Гальгенбихлем, расположенном примерно на расстоянии километра, куда совершила свою последнюю прогулку Ева Фашаунерин. Считается также, что здесь купцы зачитывали свои благодарственные молитвы за успешное пересечение гор и отсутствие нападений разбойников и баронов-разбойников. Возможно, галерея была построена и для многочисленных участников шествий.

## Архитектура
Двухчастная церковь расположена в Лизертале к северо-востоку от Гмюнда, на бывшей римской дороге, которая вела через Качберг и Тауэрн в Зальцбург. Обе части здания оштукатурены в розовом цвете, стены и углы белые. В церкви есть небольшая колокольня, в колокол которой звонят и во время богослужений.
К востоку от улицы находится прямоугольное здание часовни, комплекс позднего барокко, по существу готический, с готическим ребристым сводом, шатровой крышей и колокольней. Алтарь расположен примерно на два метра над уровнем улицы, открыт со стороны улицы большой круглой аркой и защищён от улицы кованой решеткой. Лестница сбоку ведет в часовню. Сцена «Снятие с креста», первоначально написанная Йозефом Месснером на стене часовни в 1861 году, была закрашена в 1925 году и отреставрирована в 1944 году. Дальнейшие настенные росписи в вестибюле датируются 1754 годом и были обновлены в 1991—1992 годах.
Напротив «получасовни» находится здание с молитвенными креслами и галереями с сиденьями. Этот компонент, построенный позже, также открыт для улицы и защищен решеткой. Первоначально доступ был возможен только по одной лестнице, но позже была добавлена боковая лестница.

## Современное состояние
Мессы проходят почти только во время шествий в дни молитв. В церкви снимались отдельные эпизоды телесериала «Замок на Вотерзе».
Качбергская дорога (B99) сегодня обходит церковь, но дорога через церковь продолжает существовать как местная, преимущественно сельскохозяйственная дорога.